# Carl H. Eigenmann
Carl H. Eigenmann (9. března 1863 Flehingen, (Oberderdingen) – 24. dubna 1927 San Diego) byl slavný německo-americký ichtyolog, který spolu se svou ženou Rosou Smithovou Eigenmannovou popsal stovky druhů ryb, především ze Severní a Jižní Ameriky.

## Život

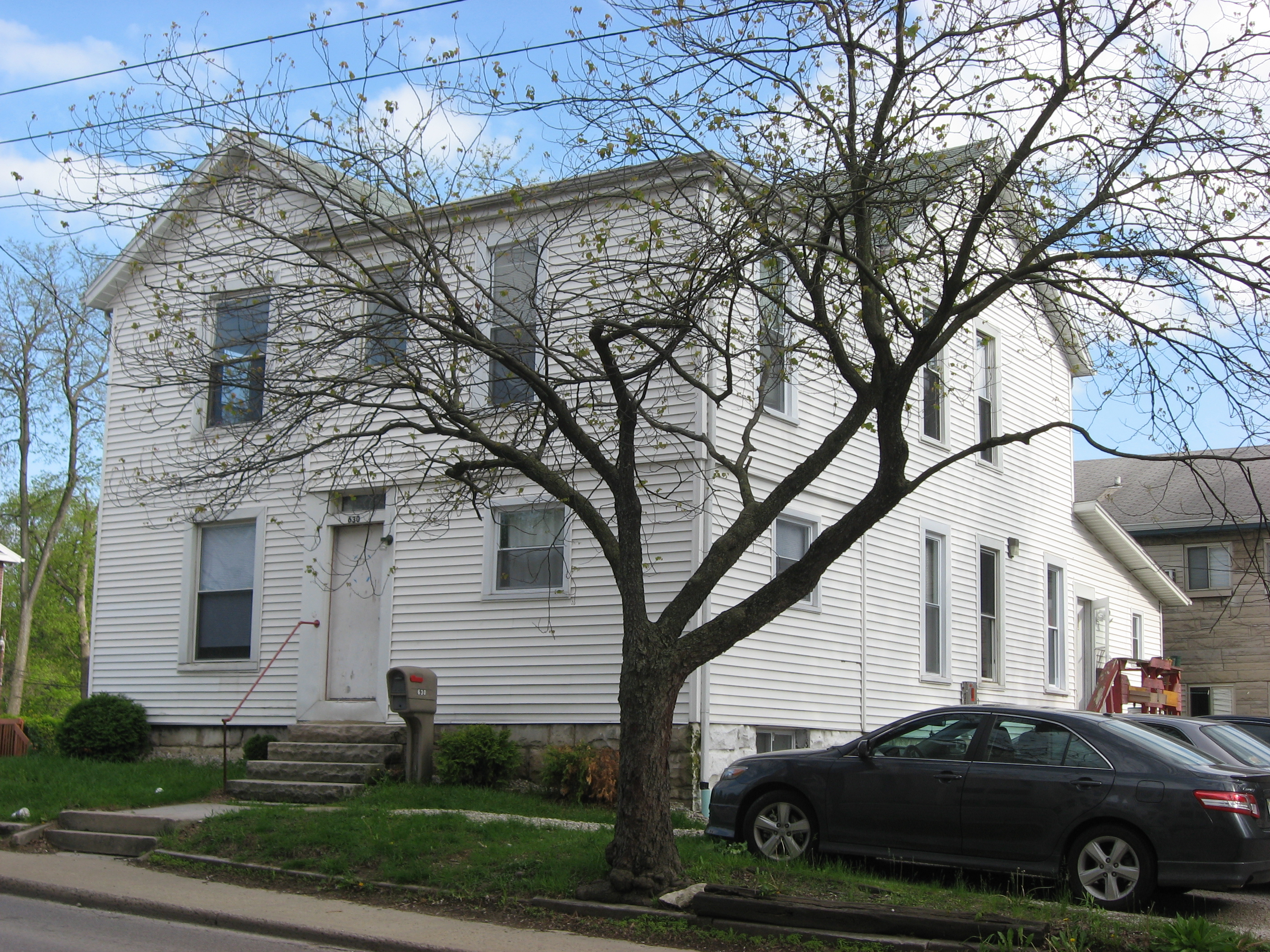
Atwater Avenue East 630, Dům Carla Eigenmanna

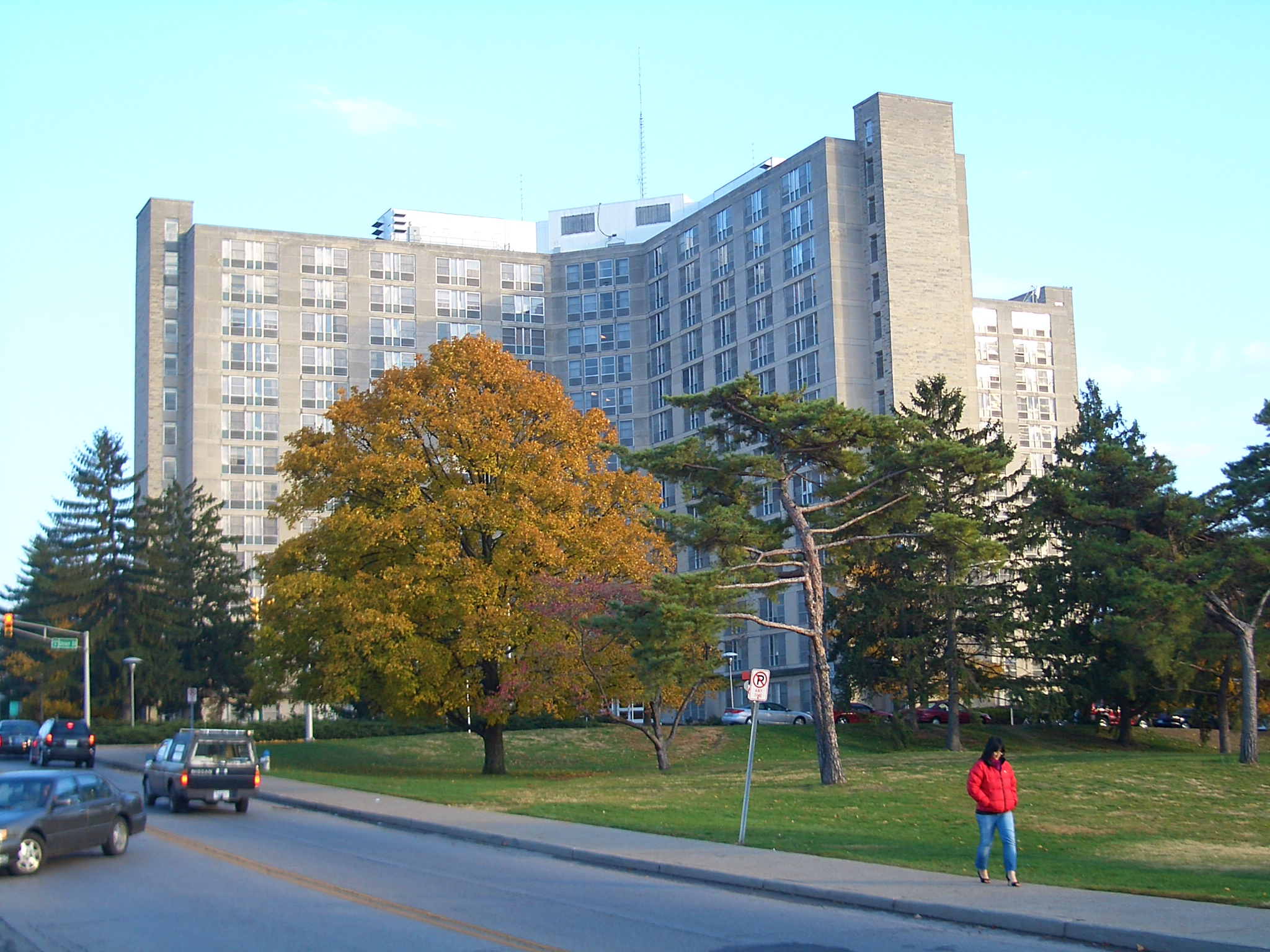
Carl H. Eigenmann Hall, Indiana University Bloomington

Narodil se ve Flehingenu, místní části obce Oberderdingen ležící asi 45 km SZ od Stuttgartu ve Spolkové republice Německo. V roce 1877 Eigenmann emigroval ve věku 14 let s rodiči do Rockportu, státu Indiana v USA. Po několika letech se zapsal na Indiana University Bloomington, kde studoval pod D.S. Jordanem biologii. V roce 1886 získal Eigenmann bakalářský titul a krátce nato odešel do Kalifornie, kde se seznámil se svojí budoucí ženou – Rosou Smithovou, která získala věhlas a proslulost díky své práci o rybách západního pobřeží USA. Dne 20. 08. 1887 byli spolu oddáni a oba spolu odešli na Harvardovu univerzitu, kde studovaly sbírky Louise Agassize a Franze Steindachnera. Zde také napsali svou první společnou práci.
V roce 1888 se pár přestěhoval do San Diega v Kalifornii, kde Eigenmann pracoval jako kurátor přírodopisné společnosti a přitom pomáhal při zakládání biologické laboratoře v San Diegu. V roce 1889 dokončil v Indianě svoje doktorské studium a v roce 1891 zde také započal svou profesuru v oboru zoologie. O rok později financoval Albert Günther Eigenmannovi jeho první expedici na Severozápadě Ameriky, kde shromáždil a popsal velké množství dosud neznámých druhů ryb. Poté následovalo několik expedic za jeskynními rybami a mloky do jeskyní v Indianě, Texasu, Missouri a na Kubu.
Poté byl Eigenmann v letech 1906 - 1907 hostujícím profesorem na Albert-Ludwigs-Universität ve Freiburgu, a v roce 1908 byl rovněž děkanem fakulty pro postgraduální studium na vysoké škole v Indianě. Ve stejném roce si také zajistil podporu Carnegie Muzea v Pittsburghu, pro studijní cestu do Jižní Ameriky a již v září 1908 podnikl expedici do britské Guayany. Vrátil se s 25.000 kusů exemplářů, které později tvořily základ popisu 128 nových druhů a 28 nových rodů. Další cesty podnikl do Kolumbie (1912) a do And (1918). Během svého působení v Indianě s ním jeho manželka Rosa úzce spolupracovala, protože se mimo to musela starat o pět dětí, z nichž jedno bylo postižené a vyžadovalo doma soustavnou péči.
V pozdějším věku psal Carl Eigenmann hlavně zprávy o svých expedicích a vydatně také podporoval své mladší kolegy v plánování a realizaci jejich vlastních výzkumů. V roce 1923 byl přijat do Národní akademie Spojených států amerických.
Poté, co v roce 1927 utrpěl mozkovou mrtvici, se rodina vrátila do San Diega.

## Pocty
Eigenmann Hall
V roce 1970 byla nově postavená rezidenční budova kampusu na Indiana University v Bloomingtonu, (navržená Eggers & Higgins a jedna z nejvyšších budov ve městě, pojmenována po Carlu H. Eigenmannovi. Do roku 1998 byla koleje vyhrazena pro postgraduální studenty a studenty, kteří byli buď starší 21 let, nebo se jednalo o zahraniční studenty. Od roku 1998, Eigenmann Residence Center ubytovává všechny vysokoškoláky bez rozdílu.

## Dílo
- The leptocephalus of the American eel and other American Leptocephali, C.H. Eigenmann et al, 1902
- The Freshwater Fishes of British Guiana, including a study of the ecological grouping of species, and the relation of the fauna of the plateau of hatof the lowlands, C.H. Eigenmann, 1912
- On Apareiodon, a new genus of characid fishes, 1916
- The fishes of Western South America-Part I, C.H. Eigenmann, 1922